# Lipton
Lipton là thương hiệu trà thuộc quyền sở hữu của Unilever và PepsiCo. Lipton cũng là chuỗi siêu thị ở Vương Quốc Anh trước khi chuỗi siêu thị này được bán cho Argyll Foods vào năm 1982, để công ty có thể tập trung duy nhất vào trà. Công ty được đặt theo tên người sáng lập Thomas Lipton.
Hiện nay thuơng hiệu trà Lipton được sở hữu bởi Lipton Teas and Infusions sau khi CVC Capital Partners mua lại nhãn hiệu từ Unilever vào đầu năm 2022.
Lipton được bán phổ biến ở Châu Âu, Bắc Mỹ, Châu Phi và Trung Đông, một phần của Châu Á và Châu Đại Dương (Úc và New Zealand) cũng như ở Mỹ Latin và Caribbean.